# 나의 크리스마스 왕자님
《나의 크리스마스 왕자님》(영어: My Christmas Prince)은 2017년 공개된 미국의 텔레비전 영화이다.

## 출연
- 알렉시스 냅 - 서맨사 로건 역
- 캘럼 알렉산더 - 알렉산더 시어도어 핸드릭스 왕자 역
- 패멀라 수 마틴 - 샌드라 로건 역
- 파커 스티븐슨 - 짐 로건 역
- 머리나 서티스 - 펄리샤 홀스트 역
- 제인 카 - 헬레나 여왕 역
- 찰스 쇼너시 - 프레드릭 왕 역

## 기타 제작진
- 총괄 제작: 배리 반홀츠, 젤마 키위, 제프리 솅크
- 라인 제작: 마커스 비숍힐
- 공동 제작: 브라이언 놀런, 피터 설리번
- 협력 제작: 제니퍼 노터스 셔피로